# CS 콘코르디아 키아지나
CS 콘코르디아 키아지나(Club Sportiv Concordia Chiajna)는 일포브 주 키아지나(Chiajna)를 연고로 하는 루마니아의 축구 클럽이다. 현재는 리가 II에 참가하고 있다.

## 성적
- 리가 II 준우승 1회 (2010-11)
- 리가 III 우승 1회 (2006-07)
- 쿠파 로므니에이 준우승 1회 (2015-16)

## 선수 명단

### 현역
참고: FIFA 자격 규정에 따라 소속된 국가대표팀 국기를 표시합니다. 선수는 복수의 FIFA 비회원국 국적을 가지고 있을 수 있습니다.
| 번호 | 포지션 | 국적       | 이름            |
| ---- | ------ | ---------- | --------------- |
| 3    | DF     | 우크라이나 | 예우헨 침발류크 |

| 번호 | 포지션 | 국적 | 이름 |
| ---- | ------ | ---- | ---- |

## 역대 감독
| 감독            | 임기        |
| --------------- | ----------- |
| 도리넬 문테아누 | 2018 ~ 2019 |

틀:CS 콘코르디아 키아지나 선수 명단